# Praca domowa

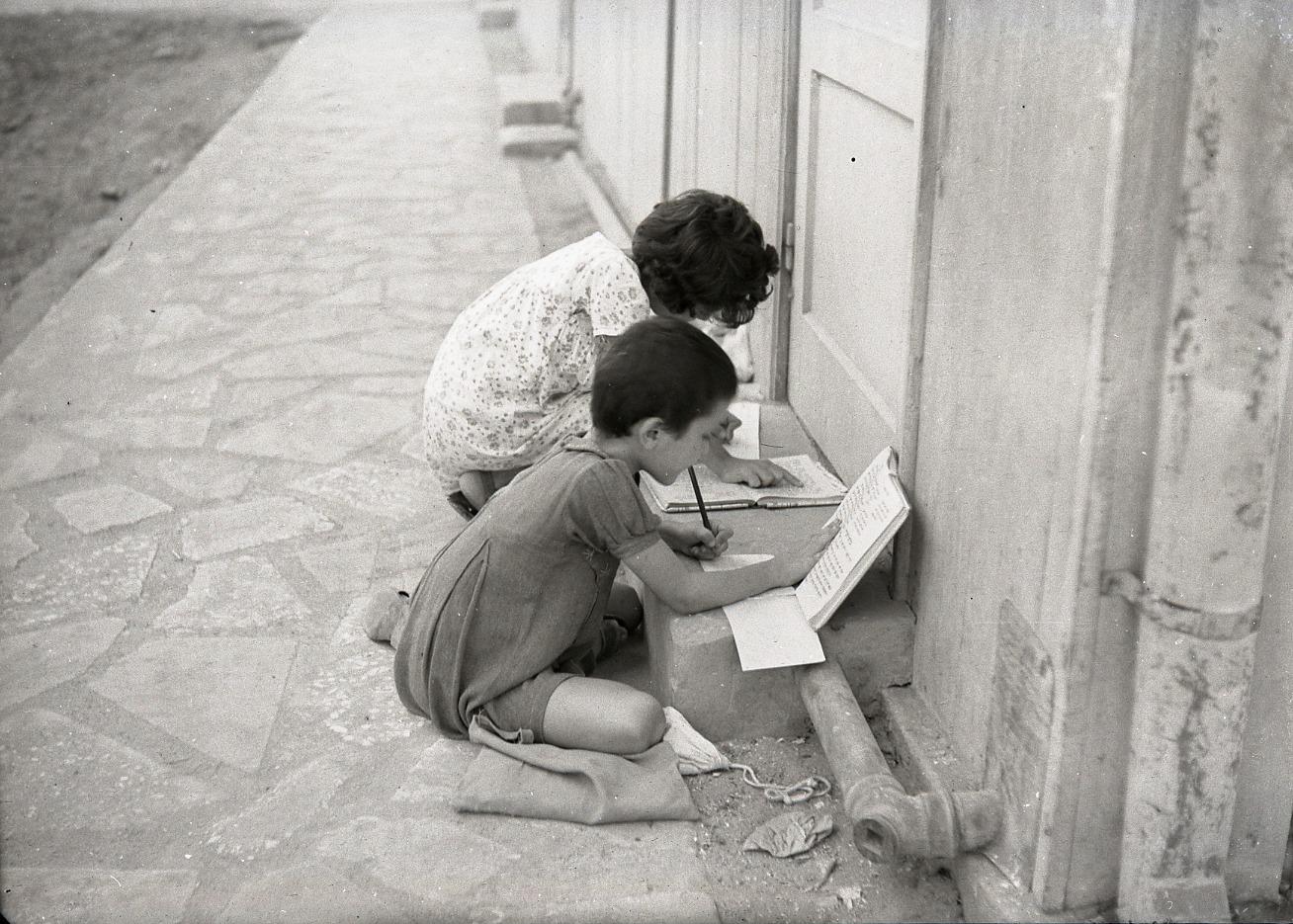
Dzieci przygotowują pracę domową na ulicy, Tel Awiw 1954

Praca domowa (lub zadanie domowe) – jedna z form organizacji procesu kształcenia, szeroko stosowana zarówno w lekcji problemowej, jak i lekcji podającej. Polega na wykonywaniu w domu zajęć, które zleca uczniowi nauczyciel w toku trwającej lekcji.
Służy wdrożeniu wychowanków do samokształcenia poprzez samodzielną analizę treści zawartych w podręcznikach i encyklopediach, jak również zrozumienie, utrwalenie i pogłębienie wiedzy, oraz samodzielnością myślenia w posługiwaniu się nią.
Praca domowa tylko wówczas spełnia swoje zadanie, gdy:
- łączy się ściśle z pracą na lekcji,
- jest właściwie zadana,
- nie przekracza możliwości uczniów,
- jest samodzielnie wykonywana,
- systematycznie się ją kontroluje i ocenia,
- po jej wykonaniu uczeń jest poinformowany o błędach, które popełnił.

Nadmiar pracy domowej może prowadzić do przeciążenia, co działa niekorzystnie na zdrowie i motywację do nauki.

## Regulacje prawne w Polsce
Od 1 kwietnia 2024 r. obowiązuje § 12a rozporządzenia Ministra Edukacji Narodowej z dnia 22 marca 2023 r. w sprawie oceniania, klasyfikowania i promowania uczniów i słuchaczy w szkołach publicznych (Dz.U. z 2023 r. poz. 2572, ze zm.):

§ 12a. 1. W ramach oceniania bieżącego z zajęć edukacyjnych w szkole podstawowej:

1) w klasach I–III nauczyciel nie zadaje uczniowi:

a) pisemnych prac domowych, z wyjątkiem ćwiczeń usprawniających motorykę małą,

b) praktyczno-technicznych prac domowych
– do wykonania w czasie wolnym od zajęć dydaktycznych;

2) w klasach IV–VIII nauczyciel może zadać uczniowi pisemną lub praktyczno-techniczną pracę domową do wykonania w czasie wolnym od zajęć dydaktycznych, z tym że nie jest ona obowiązkowa dla ucznia i nie ustala się z niej oceny.

2. Ćwiczenia usprawniające motorykę małą, o których mowa w ust. 1 pkt 1 lit. a, są obowiązkowe dla ucznia 
i nauczyciel może ustalić z nich ocenę.

3. W przypadku, o którym mowa w ust. 1 pkt 2, nauczyciel sprawdza wykonaną przez ucznia pisemną lub praktyczno-techniczną pracę domową i przekazuje mu informację, o której mowa w § 12.

{{Cytat}} Brakujące pola: treść. Przestarzałe pola: 1.

## Krytyka
Zadawanie prac domowych krytykowane jest przez m.in. uczniów. Ponadto w Polsce, w 2007 roku zadawaniu obowiązkowych prac domowych przez nauczycieli sprzeciwiał się także Rzecznik Praw Ucznia i Rodzica Krzysztof Olędzki. Twierdził, że przymusowe odrabianie prac domowych przez uczniów jest sprzeczne z Konstytucją. Jednakże jego działania zmierzające do usunięcia obowiązkowych prac domowych z systemu oświatowego nie przyniosły oczekiwanego efektu.